# Wzgórza mają oczy 2 (film 2007)
Wzgórza mają oczy 2 (ang. The Hills Have Eyes 2) – amerykański horror filmowy z 2007 roku w reżyserii Martina Weisza oraz kontynuacja filmu Wzgórza mają oczy.

## Fabuła
Film ukazuje historię grupy żołnierzy odbywających ćwiczenia na tym samym odludziu, na którym w pierwszej części zginęli niektórzy członkowie rodziny Carterów. Po jakimś czasie zdają sobie sprawę, że są osaczeni przez czyhających na nich tubylców.

## Obsada
- Jessica Stroup jako Amber
- Michael McMillian jako Napoleon
- Daniella Alonso jako Missy
- Lee Thompson Young jako Delmar
- Derek Mears jako Kameleon